# Boris Morukov
Boris Vladimirovich Morukov (russo: Борис Владимирович Моруков) (Moscou, 1 de outubro de 1950 - 1 de janeiro de 2015) foi um médico e cosmonauta russo.
Formado em medicina em 1973, ele fez um doutorado nesta área nas especializações de medicina espacial e naval e recebeu o PhD nestas áreas. Como cosmonauta-médico, recebeu treinamento médico em cardiologia, gastroenterologia, oftalmologia e ressuscitação cardiopulmonar entre 1989 e 1991. De 1990 e 1992, recebeu treinamento básico de cosmonauta no Centro de Treinamento de Cosmonautas Yuri Gagarin, na Cidade das Estrelas.
Por mais de vinte anos ele esteve envolvido em operações médicas de apoio a vôos espaciais tripulados. Entre 1979 e 1980, ele deu apoio médico às prolongadas missões espaciais russas na estação Salyut 6, como membro do Centro de Controle de Missão. Também participou de experiências médicas conjuntas russo-americanas em missões Mir-NASA dos ônibus espaciais à estação orbital Mir.

## Cosmonauta
Boris Morukov foi primeiramente selecionado pelo antigo programa espacial soviético para serviço de médico-cosmonauta em 1976. Baseados em suas qualificações, o treinamento para a função lhe foi oferecido reiteradamente até aceitá-lo em 1989, completando-o em 1992.
De janeiro a julho de 1993, Morukov completou um curso científico, médico e técnico como cosmonauta-pesquisador do projeto de médicos-cosmonautas a bordo da estação Mir, durante as missões 15 e 17 da estação espacial.
De agosto de 1998 a janeiro de 1999, ele fez o curso de cirurgião de voo do Centro Espacial Lyndon Johnson em Houston, Texas.
Em setembro de 2000 ele foi finalmente ao espaço, a bordo da missão STS-106 do ônibus espacial Atlantis, que preparou a Estação Espacial Internacional para o recebimento da primeira tripulação permanente. Os cinco astronautas e dois cosmonautas a bordo descarregaram mais de duas toneladas de suprimentos na estação, e instalaram baterias, conversores de energia e um banheiro na ISS. Na missão, ele passou 11 dias e 19 horas no espaço.

## Morte
Morukov morreu em 1 de Janeiro de 2015, aos 64 anos de idade, de causas não divulgadas. Ele deixou sua esposa, Nina, o filho Ivan, a filha Olga, e sua mãe, Lidia F. Khromova.